# Wiebe Hindrik Bosgra
Wiebe Hindrik Bosgra (Warffum, 20 juli 1861 – Oude Pekela, 26 april 1944) was een Nederlandse onderwijzer, locoburgemeester en wethouder.

## Biografie
Bosgra was een zoon van de gemeente-ontvanger Wiebe Bosgra en Henderica Helena van Leeuwarden. Hij was gehuwd met Gesiena Staal, dochter van de gemeente-ontvanger Jakob Staal en Stijntje Potjewijd uit Oude Pekela.
Bosgra werd op 26 augustus 1882 door de gemeenteraad van Oude Pekela benoemd tot onderwijzer aan de Oosterschool. Hij woonde vóór die tijd te Harlingen. Zijn salaris werd in 1895 vastgesteld op f 625,-- per jaar. Op 22 juli 1898 behaalde hij te Wageningen zijn akte Landbouwkunde L.O. Hij stond in zijn woonplaats vanaf dat moment bekend als landbouwonderwijzer en leidde daar geregeld een rijkslandbouwwintercursus. In 1907 werd hij waarnemend kerkvoogd van de Nederlandse Hervormde kerk in zijn woonplaats. Op 1 maart 1917, hij was toen eerste onderwijzer aan de nieuwe Oosterschool, kreeg hij als zodanig ontslag. Op 21 mei 1917 werd Bosgra, hij is dan gepensioneerd onderwijzer, benoemd tot administrateur van het distributiecentrum in zijn woonplaats. In 1918 werd hij gekozen als bestuurslid van de Vooruitgang de afdeling Pekela van de Vrijzinnig-Democratische Bond. Hij was in Oude Pekela wethouder van 1919-1927 en van 1931-1939.
Bosgra is de auteur van het in 1930 door het Groene Kruis in zijn woonplaats uitgegeven boek Uit Pekela's verleden. Verder was hij de tekstschrijver van het reeds in 1899 door B.G. Meijer gecomponeerde Pekelder Volkslied.
Bosgra is begraven op de algemene begraafplaats te Oude Pekela.
In Oude Pekela is een straat naar hem genoemd.